# 1931-es magyar vívóbajnokság
Az 1931-es magyar vívóbajnokság a huszonhetedik magyar bajnokság volt. A férfi tőrbajnokságot március 29-én rendezték meg Budapesten, a BBTE tornacsarnokában, a párbajtőrbajnokságot december 13-án Budapesten, a BBTE tornacsarnokában, a kardbajnokságot április 26-án Budapesten, a Műegyetemen, a női tőrbajnokságot pedig április 19-én Budapesten, a Műegyetemen.

## Eredmények
| Versenyszám          | Arany                          | Arany | Ezüst                              | Ezüst | Bronz                       | Bronz |
| -------------------- | ------------------------------ | ----- | ---------------------------------- | ----- | --------------------------- | ----- |
| Férfi tőrvívás       | Piller György MAC              |       | Hatz Ottó Honvéd Tiszti VC         |       | dr. Hajdu János Szolnoki VC |       |
| Férfi párbajtőrvívás | dr. Rozgonyi György Vénfiúk VC |       | Kalniczky Gusztáv Honvéd Tiszti VC |       | Idrányi Ferenc MAC          |       |
| Férfi kardvívás      | Piller György MAC              |       | Petschauer Attila Nemzeti VC       |       | Nagy Ernő MAC               |       |
| Női tőrvívás         | Bogen Erna BEAC                |       | Dany Margit MAC                    |       | Vargha Ilona Kassai AC      |       |